# Ellen Gould Zweibel
Ellen Gould Zweibel (* 20. Dezember 1952 in New York City) ist eine US-amerikanische Plasmaphysikerin und Astrophysikerin.
Zweibel studierte  an der University of Chicago mit dem Bachelor-Abschluss in Mathematik 1973 und wurde 1977 an der Princeton University in Physik promoviert. 1977/78 war sie am Institute for Advanced Study und danach in der Gruppe Solarphysik des High Altitude Observatory des National Center for Atmospheric Research. Außerdem war sie 1980 bis 2003 Professor an der University of Colorado. Sie ist Professorin für Astronomie und Physik an der University of Wisconsin-Madison (William L. Kraushaar Professor of Astronomy and Physics). Zweibel ist Gründungsmitglied und ehemalige Direktorin des Center of Magnetic Self-Organization der National Science Foundation (NSF) und des Department of Energy (DOE).
1991 wurde sie Fellow der American Physical Society, 2021 Mitglied der National Academy of Sciences.
2016 erhielt sie den James-Clerk-Maxwell-Preis für Plasmaphysik für herausragende Resultate über Energetik, Stabilität und Dynamik astrophysikalischer Plasmen, einschließlich solcher, die mit Sternen und Galaxien verbunden sind, und ihre führende Rolle in der Verbindung von Plasmaphysik mit astrophysikalischen Phänomenen. Für 2022 wurde ihr die Bruce Medal zugesprochen.
Sie untersucht astrophysikalische Phänomene und Plasmen auf unterschiedlichsten Ebenen (von der Sonne und Sternen über Evolution, Struktur und Bildung von Galaxien bis zu Galaxienclustern).
Am 24. Oktober 2022 wurde ein Asteroid nach ihr benannt: (30225) Ellenzweibel.